# Umsiedler
Ne doit pas être confondu avec Réinstallation à l'Est.

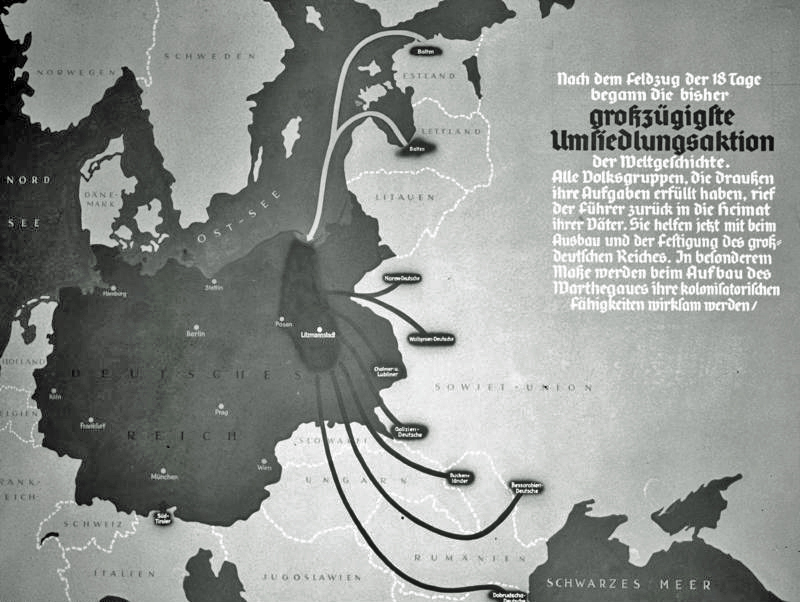
Umsiedler

Le terme Umsiedler est un mot allemand de même racine que le verbe « umsiedeln » qui signifie « déplacer ». Il renvoie à des groupes de population déplacés pendant et après la Seconde Guerre mondiale.

## Sous leTroisième Reich
Sous le Troisième Reich et pendant la Seconde Guerre mondiale, les « Umsiedler » (littéralement qui change de lieu, de colonie) étaient des populations d'origine allemande installées en Europe de l'Est et qui en raison d'accord bilatéraux entre le Reich allemand et les pays de résidence ont dû quitter leur foyer en dehors du territoire allemand entre 1939 et 1944 et ont été transférées dans la mère-patrie. Ce processus a particulièrement touché les Sud-Tyroliens (Italie), les Allemands des pays baltes (Estonie, Lettonie, Lituanie) ainsi que les Allemands de Bessarabie (Union soviétique). Un grand nombre de ces Umsiedler ont été installés durant la Seconde Guerre mondiale dans la partie de la Pologne annexée par l'Allemagne et sont entrés en 1944-1945 dans un processus de fuite et d'expulsion qui a alors concerné tous les Allemands de l'Allemagne de l'est et de l'Europe de l'Est.

## Dans la zone soviétique d'occupation (SBZ)
Le terme apparaît dès la création de la SBZ pour désigner les populations expulsées des territoires allemands de l'est. Ce terme est le pendant du terme utilisé en RFA : Heimatvertriebenen. Ce terme est un euphémisme qui fait disparaître la responsabilité de l'URSS, de la Pologne, de la Tchécoslovaquie et qui oublie la violence des expulsions, de la migration forcée.
Entre 1945 et 1949, environ 4,5 millions d'Umsiedler arrivent dans la zone soviétique d'occupation, ils sont originaires des Sudètes, de Silésie, de Prusse Orientale, des Balkans, de Hongrie, de Roumanie, etc. Leur nombre exact est difficile à donner car les autorités confondaient souvent les réfugiés, les expulsés, les évacués. Tous étaient considérés comme Umsiedler. On peut alors différencier les Umsiedler et les Ost-Umsiedler, ceux expulsés des territoires orientaux.
L'arrivée des Umsiedler est au départ particulièrement chaotique, mais très vite, le SMAD (Sowjetische Militäradministration in Deutschland) ordonne la création d'une Administration centrale pour les Umsiedler (Zentralverwaltung für Umsiedler). Cet organe est chargé de gérer les arrivées et de coordonner l'action des administrations locales allemandes.
En quelques mois, sont mises en place des « Commissions Umsiedler » et « Commissions Neubürger ».